# Базилика Санта Круз
Санта Круз — кафедральный собор в городе Кочи, одна из восьми базилик Индии. Это здание считается историческим и культурным наследием штата Керала. Церковь является одной из лучших и наиболее впечатляющих церквей в Индии, её посещают туристы на протяжении всего года. Это место для молитвы, которое также является центром исторического значения и обладает великолепием архитектуры и художественным окрасом готического стиля.
Базилика является кафедральным собором епархии Кочина.
Изначально церковь построена португальцами и была повышена до собора Папой Павлом IV в 1558 году. Голландские завоеватели, которые разрушили много католических зданий, пощадили этот собор. Позже англичане снесли храм, и епископ Д. Жуан Гомес Феррейра построил новое здание в 1887 году. Санта Круз был освящен в 1905 году, а в 1984 папой Иоанном Павлом II был провозглашен собором.

## История

### Португальские миссионеры и церковь Санта-Круз: 1505—1558
История Собора Санта-Круз начинается с прибытия португальских миссионеров вместе со вторым португальским флотом под командованием Педру Алвареша Кабрала 24 декабря 1500 года. Король королевства Кочи, Унни Года Вакиа Тирумулпаду (раджа Тримумлпара), принял их достаточно тепло. Это стало причиной объявления войны Заморином из Калькутты против королевства Кочин. Но португальская армия во главе с Альфонсу де Альбукерке, который прибыл в Кочи в 1503, победила врагов короля Кочи и взамен он дал им разрешение на строительство крепости в своём городе.
В 1505, первый португальский вице-король Индии Франсишку ди Алмейда получил разрешение на строительство здания церкви с использованием камня и раствора, что было невероятным, так как их разрешалось использовать только для строительства Королевского дворца и храма. Первый камень фундамента был заложен 3 мая 1505 года, в день праздника Воздвижения Креста Господня, а затем после завершения строительства эта великолепная постройка была названа Санта Круз («Святой крест»). Храм находился на восточной стороне нынешнего детского парка Форт Кочин.

### Повышение статуса и снос: 1558-1795
В 1558 году папа Павел IV предоставил церкви Санта Круз статус собора вместе с развитием второй епархии в Индии — епархии Кочина (другая епархия Малакка), во главе с епископом Архиепархии Гоа.
Голландцы, которые завоевали Кочи в 1663 году, уничтожили все католические здания. Только церковь Святого Франциска и Собор избежали этой участи. Голландцы сделали из Собора склад для оружия. Позже он перешел в руки англичан, которые снесли его, когда они захватили Кочи в 1795 году. Одна из декоративных колонн разрушенного Собора до сих пор хранится, как памятник, в восточном углу современного здания.

### Восстановление собора Санта-Крус: 1886-настоящее время
Примерно 100 лет назад, епископ Д. Жуан Гомес Феррейра (1887—1897), миссионер и епископ города Кочин, взял на себя инициативу воздвигнуть собор и начал планировать его строительство. Здание было завершено при следующем епископе, Д. Матеус де Оливейра Ксавьере (1897—1908). Собор был освящен 19 ноября 1905 года епископом Дамао Себастьяном Перейра Дом Хосе. Учитывая его древность, художественную привлекательность и историческое значение, Папа Римский Иоанн Павел II специальным указом «Constat Sane Templum Sanctae Cruci» от 23 августа 1984 года поднял статус собора Санта-Крус до статуса Базилики.

## Архитектура
Церковь имеет два высоких шпиля и прекрасное освещение, белоснежный экстерьер и интерьер в пастельных тонах. Интерьер церкви большей частью готический, с главным алтарем, украшенным известным итальянским живописцем Антонио Мочене и его учеником де Гама из Мангалура. К несчастью, Антонио Мочене умер за четыре дня до освящения новопостроенной церкви. Колонны внутри церкви украшены фресками и росписями. Семь больших картин о страстях и смерти на кресте, особенно «тайная вечеря», по образцу известной картины Леонардо да Винчи, и красивые витражи добавляют величия этому месту. Картины, которые украшают потолок изображают крестный путь Христа.